# Michał Paź
Michał Paź (ur. 31 grudnia 1956 w Poznaniu) – polski artysta fotograf, indywidualista. Absolwent fotografii na Uniwersytecie Artystycznym w Poznaniu. Absolwent Uniwersytetu im. Adama Mickiewicza w Poznaniu.

## Działalność
Michał Paź mieszka i pracuje w Poznaniu. Jest laureatem wielu (prestiżowych) konkursów fotograficznych (m.in. „Prix De La Photographie Paris”, „Fine Art Photography Awards” w Londynie, „Fotoerotica”). Szczególne miejsce w twórczości Michała Pazia zajmuje fotografia mody i fotografia aktu, połączone jednym wspólnym projektem – piękna kobiecego ciała. W 2008 roku został słuchaczem Studium Akademii Fotografii w Warszawie. W 2009 roku rozpoczął stałą współpracę z Agencją Modelek GAGA. W 2009 roku otrzymał wyróżnienie w konkursie miesięcznika „Playboy” – „Fotoerotica 2009” oraz II nagrodę w „Fotoerotica 2010”.
Michał Paź jest autorem i współautorem wielu wystaw fotograficznych; indywidualnych, zbiorowych i pokonkursowych. Brał aktywny udział w Międzynarodowych Salonach Fotograficznych – zdobywając wiele medali, nagród, wyróżnień, dyplomów, listów gratulacyjnych. Jest autorem projektów fotograficznych – (m.in.) „Transmisja”, „Biały”, „Art Cube”, „Pamięć”, „Zamiana ról”, „Przyszłość”, „Autoportret”, „Przenikanie”.
Wielokrotnie publikował swoje fotografie w czasopismach takich jak (m.in.) „Playboy”, „CKM” oraz „Fashion Magazine”.

## Nagrody
- „Moscow International Photography Awards” – I miejsce (2015)
- „Fine Art Photography Awards”; Londyn – II miejsce (2015)
- „Blank Wall Gallery”; Ateny – wystawa (2015)
- „ND Awards”; Londyn – I miejsce (2014)
- „Prix de la Photographie Paris” – II miejsce (2014)[18]
- „Moscow International Photography Awards” – wyróżnienie (2014)
- „IPA” – wyróżnienia w 4 kategoriach (2014)
- „Fotoerotica”; Playboy – II miejsce (2010)

Źródło

## Publikacje (albumy)
- „Michał Paź Fotografia”
- „Women G” (2012)
- „One” (2013)
- „Not Now” (2015)

Źródło